# Europska mreža međunarodnih pravaca
Europska mreža međunarodnih pravaca ("Europski pravci" ili "E-pravci") je mreža cesta i autocesta u Europi, označenih standardiziranim oznakama koje počinju prefiksom E (npr. E1, E2 itd.). Većina takvih puteva se prostire u više država. Ceste koje se nalaze u Europskoj mreži međunarodnih puteva su u nadležnosti Ekonomske komisije Ujedinjenih naroda za Europu (UNECE). Članice UNECE-a su i neke srednjoazijske države poput Kirgistana pa se Mreža puteva proteže i na teritoriju tih država.
U većini država, putevi pored europskih putnih oznaka nose i nacionalne oznake. Švedska i Norveška, međutim puteve označavaju isključivo europskim cestovnim oznakama, dok u Ujedinjenom Kraljevstvu europski putovi nisu nikako označeni, te ih vlasti Ujedinjenog Kraljevstva uopće ne prihvaćaju, a Irska je tek 2007. godine postavila europske cestovne oznake na neke puteve.
Drugi kontinenti imaju slične putne mreže, npr. Panamerički autoput, te Mreža azijskih autocesta.
Europske puteve treba razlikovati od (Pan)europskih koridora, koji obuhvaćaju i željezničke i riječne trase. 

## Sustav označavanja
Sustav označavanja međunarodnih puteva, koji je 1975. godine definirala komisija UNECE, doživio je krajem osamdesetih godina 20. stoljeća ozbiljne izmjene i sada vrijedi sljedeće:
1. Glavni i prijelazni, tzv. putevi klase A, nose oznake s dvoznamenkastim brojevima. Ogranci, povezujući i priključni putevi, tzv. putevi klase B, nose oznake s troznamenkastim brojevima.
2. Opća pravila:
- Glavni putevi koji se prostiru u smjeru sjever-jug, imaju oznake s dvoznamenkastim brojevima, koji završavaju znamenkom 5, i koji se idući na istok povećavaju za po 10.
- Glavni putevi koji se prostiru u smjeru istok-zapad, imaju oznake s dvoznamenkastim brojevima, koji završavaju znamenkom 0, i koji se idući na jug povećavaju za po 10.
- Prijelazni putevi imaju oznake s dvoznamenkastim neparnim (sjever-jug) i dvoznamenkastim parnim (zapad-istok) brojevima, s vrijednostima u intervalu između oznaka glavnih puteva, između kojih se nalaze.
- Putevi klase B imaju troznamenkaste oznake, kod kojih je prva znamenka ista kao prva znamenka najbližeg sjevernijeg glavnog puta, druga znamenka je ista kao prva znamenka najbližeg zapadnijeg glavnog puta, a treća znamenka je redni broj.

3. Putevi klase A u smjeru sjever-jug, koji se nalaze istočno od ceste E99 imaju oznake s troznamenkastim neparnim brojevima, od 101 to 129. I za njih vrijede pravila navedena pod točkom 2.
4. Putevi klase B, koji se prostiru istočno od puta E101 imaju oznake s troznamenkastim brojevima koje počinju na 0, počevši od 001 do 099.

### Iznimke
Dva puta klase A, oznaka E47 i E55, na teritoriju Švedske i Norveške ostali su označeni starim oznakama E6, odnosno E4. Ovi izuzeci su dopušteni, da bi se uštedjelo na velikim troškovima koje bi donijela zamjena oznaka na ovim izuzetno dugim dionicama. Južnije su isti putevi označeni pripadajućim novim oznakama, isto kao i svi drugi europski putovi u Skandinaviji.

## Prometni znak
Europski putevi označavaju se prometnim znakom pravokutnog oblika zelene boje, s natpisom bijele boje (za razliku od znakova za "običan" tj. nacionalni put, koji je žute boje s crnim znakovima i koji se sastoji samo od znamenki). 

## Standardi
Od 1975. godine mreža europskih puteva je standardizirana. Putevi moraju biti asfaltirani, široki najmanje 8,4 m, bez oštrih zavoja (pogodnih za brzine od najmanje 80 km/h), moraju zaobilaziti naselja itd. Moraju imati takav kapacitet prometa kojim se izbjegavaju prometne gužve, kao i status autoceste ili brze ceste.
U praksi se prilikom dodavanja novih puteva u mrežu europskih putova navedeni standardi striktno ne provode. Npr., pravac E45 u Švedskoj, dodan u mrežu europskih puteva 2006. godine ima velike dionice kolnika širine 6 m umjesto standardnih 8,4 m. Put E10 u Norveškoj također ima velike dionice kolnika širine 5 m. U Središnjoj Aziji, u mrežu Europskih puteva su u nedostatku boljih, dodani putevi sa šljunčanim kolnikom.

## Europski pravci u Hrvatskoj
Kroz Hrvatsku prolaze sljedeći "Europski pravci":

### Pravci klase A
| Broj   | Dužina               | Države                                                                                          | Tijek |
| ------ | -------------------- | ----------------------------------------------------------------------------------------------- | --- |
|        | 644 km HR: 61 km     | Češka Austrija Slovenija Hrvatska                                                               | Jihlava – Znojmo Stockerau – Beč – Bečko Novo Mjesto – Graz Maribor – Ptuj Krapina – Zagreb |
|        | 285 km HR: 28 km     | Austrija Slovenija Italija Hrvatska                                                             | Villach Kranj – Ljubljana – Postojna Trst Rijeka |
|        | 3800 km HR: 800 km   | Švedska Poljska Češka Slovačka Mađarska Hrvatska BiH Hrvatska Crna Gora Kosovo Makedonija Grčka | Malmö – Ystad – (Trajekt) Świnoujście – Szczecin – Gorzów Wielkopolski – Świebodzin – Zielona Góra – Nowa Sól – Lubin – Legnica – Jelenia Góra Mladá Boleslav – Prag – Humpolec – Jihlava – Brno – Břeclav Bratislava Mosonmagyaróvár – Szombathely – Körmend – Zalaegerszeg – Nagykanizsa Varaždin – Zagreb – Karlovac – Rijeka – Zadar – Šibenik – Split – Opuzen Neum Dubrovnik Podgorica – Bijelo Polje Kosovska Mitrovica – Priština Skopje – Ohrid – Bitola Florina – Kozani – Larisa – Lamia – Patras – Korint – Tripoli – Kalamata – Sparta – Gythio – (Trajekt) – Kissamos – Hania                                                                          |
|        | 5380 km HR: 306 km   | Španjolska Francuska Italija Slovenija Hrvatska Srbija Rumunjska Bugarska Turska Gruzija        | A Coruña – Ḷḷuarca – Avilés – Gijón – Torrelavega – Santander – Bilbao – Donostia-San Sebastián Bayonne – Bordeaux – Périgueux – Clermont-Ferrand – Saint-Étienne – Givors – Bourgoin-Jallieu – Chamousset – Modane Turin – Asti – Alessandria – Tortona – Piacenza – Cremona – Brescia – Verona – Vicenza – Padova – Venecija – Portogruaro – Trst Postojna – Ljubljana Zagreb – Sisak – Slavonski Brod Beograd – Pančevo – Vršac Timișoara – Drobeta Turnu Severin – Craiova – Caracal – Bukurešt – Giurgiu Ruse – Šumen – Varna – (Trajekt) Samsun – Ordu – Trabzon Batumi – Poti                                                                                 |
|        | 989 km HR: 432 km    | Slovačka Mađarska Hrvatska BiH Hrvatska                                                         | Košice Miskolc – Hatvan – Budimpešta – Székesfehérvár – Siófok – Balatonkeresztúr – Nagykanizsa Varaždin – Zagreb – Karlovac Bihać – Bosanski Petrovac Knin – Split |
|        | 703 km HR: 136 km    | Mađarska Hrvatska BiH Hrvatska                                                                  | Budimpešta – Szekszárd – Mohács Beli Manastir – Osijek – Đakovo Doboj – Zenica – Sarajevo – Mostar Opuzen |
|        | 5700 km HR: 39 km    | Portugal Španjolska Francuska Italija Hrvatska Crna Gora Kosovo Srbija Bugarska Turska          | Lisabon – Santarém – Coimbra – Viseu – Guarda Salamanca – Tordesillas – Valladolid – Burgos – Miranda de Ebro – Bilbao – Donostia-San Sebastián Bayonne – Pau – Toulouse – Carcassonne – Narbonne – Montpellier – Nîmes – Arles – Aix-en-Provence – Fréjus – Cannes – Nica Ventimiglia – San Remo – Savona – Genova – La Spezia – Pisa – Livorno – Grosseto – Civitavecchia – Rim – Pescara – (Trajekt) Dubrovnik Podgorica Kosovska Mitrovica – Priština Niš – Pirot Sofija – Pazardžik – Plovdiv – Čirpan – Haskovo – Svilengrad Edirne – Babaeski – Silivri – Istanbul – İzmit – Düzce – Bolu – İlgaz – Amasya – Niksar – Erzincan – Erzurum – Ağrı – Doğubeyazıt |
| Ukupno | 17501 km HR: 1892 km |                                                                                                 | |

### Pravci klase B
| Broj   | Dužina            | Države                | Tijek                                                                                 |
| ------ | ----------------- | --------------------- | ------------------------------------------------------------------------------------- |
|        | 449 km HR: 123 km | Mađarska Hrvatska BiH | Balatonkeresztúr – Böhönye – Nagyatád – Barcs Virovitica – Okučani Banja Luka – Jajce |
|        | 121 km HR: 40 km  | Hrvatska Srbija       | Osijek Sombor – Subotica                                                              |
|        | 160 km HR: 145 km | Hrvatska Slovenija    | Opatija – Pula Kopar                                                                  |
| Ukupno | 730 km HR: 308 km |                       |                                                                                       |